# Еволюція (настільна гра)
Настільна гра Еволюція — настільна гра, біологічна стратегія, яка заснована на теорії еволюції. Два або більше гравців створюють своїх власних тварин, розвивають їх, виводять на полювання з метою вижити.
Автор гри — кандидат біологічних наук Дмитро Кнорре, науковий співробітник НДІ фізико-хімічної біології. Для популяризації улюбленої науки вільний час присвячує розробці ігор, що моделюють функціонування різноманітних екосистем.

## Правила гри
Гра розділена на ходи. Кожен хід поділений на чотири фази: фаза розвитку, фаза визначення кормової бази, фаза харчування, фаза вимирання та отримання нових карт. Гра продовжується до закінчення карт в гральній колоді.

### Фаза розвитку
Гравці по черзі викладають на стіл по одній карті, яка може бути зіграна або як тварина (сорочкою вгору), або як властивість (підкладається карта з характеристикою до створеної раніше тварини). Фаза закінчується після того, як всі гравці розіграли з руки усі свої карти, або сказали «пас».

### Фаза визначення кормової бази
Кидаються кубики. Чим більше випало, тим більше їжі маємо на цей раунд.
- 2 гравці — результат 1 кубика + 2
- 3 гравці — результат 2 кубиків
- 4 гравці — результат 2 кубиків + 2

### Фаза харчування
Гравці по черзі беруть жетони їжі та «годують» своїх тварин.

### Фаза вимирання
В цій фазі скидаються картки тварин разом з набутими властивостями, що лишились ненагодованими. Далі кожен гравець отримує з колоди нові карти, яких має бути на одну більше, ніж кількість його тварин, що вижили. Якщо у гравця не залишилось жодної тварини на столі і жодної карти в руці, він має отримати 6 карт.

### Умови перемоги
Коли закінчується колода — наступний хід буде останнім. Після фази вимирання останнього ходу підраховуються очки. Кожен гравець отримує:
- 2 очки за кожну свою тварину, що вижила;
- 1 очко за кожну здібність своєї тварини, що вижила;
- додаткові очки за здібності, які збільшують потребу тварини в їжі:
- +1 очко за здібності ХИЖАК та ВЕЛИКА і +2 очки за здібність ПАРАЗИТ.

## Основні властивості

### ХИЖАК
У свою фазу харчування гравець може використати тварину з властивістю хижак. В цьому разі гравець не бере червону фішку їжі з кормової бази, Натомість, його ХИЖАК може атакувати одну тварину у грі. Якщо хижак подолає та з'їсть жертву, то отримає дві сині фішки їжі. Можна використати здібність ХИЖАК лише один раз протягом ходу.

### ЖИРОВИЙ ЗАПАС
Кожного разу, коли вже нагодована тварина з такою здібністю може отримати фішку їжі, вона використовує її для заповнення жирового запасу. В цьому випадку червона фішка їжі замінюється на жовту і викладається безпосередньо на карту здібності ЖИРОВИЙ ЗАПАС. Жировий запас використовується протягом своєї фази харчування. Замість того, щоб отримати з кормової бази, гравець може перетворити на одній зі своїх тварин із здібністю ЖИРОВИЙ ЗАПАС жовту фішку їжі на синю.

### ВОДОПЛАВНА
Тварина може бути атакована лише хижаком зі здібністю ВОДОПЛАВНА. Хижак зі здібністю ВОДОПЛАВНА не може атакувати тварину без здібності ВОДОПЛАВНА.

### ШВИДКА
Коли тварина атакована хижаком, киньте кубик. Якщо випало 4, 5 або 6 — тварину не з'їдено. Хижак, що на неї нападав, у цей хід більше не може атакувати.

### МІМІКРІЯ
Коли перший раз за хід тварина атакована хижаком, власник має перенаправити атаку хижака на іншу свою тварину, яку хижак здатний атакувати.

### ВЕЛИКА
Тварина може бути атакована лише хижаком зі здібністю ВЕЛИКА.

### ТОПОТУН
Можна використати у кожному раунді своєї фази харчування аби знищити одну червону фішку їжі з кормової бази.

### ОТРУЙНА
Хижак, що з'їв цю тварину, гине у кінці фази харчу поточного ходу.

### ВІДКИДАННЯ ХВОСТА
Коли тварина атакована хижаком, скиньте у відбій карту цієї або будь-якої іншої здібності — тварина залишиться живою. Хижак отримає лише одну синю фішку.

### ВЗАЄМОДІЯ
Використайте одночасно на пару тварин. Коли одна отримує з кормової бази червону, інша додатково отримує червону фішку їжі позачергово.

### СПЛЯЧКА
Можна використати у свою фазу харчування — тварина вважається нагодованою. Не можна використовувати два ходи поспіль та в останній хід гри.

### ПАДАЛЬНИК
Тварина отримує синю фішку їжі, коли з'їдено іншу тварину. Отримує тільки один ПАДАЛЬНИК у грі, починаючи з власника хижака, що атакував, і далі за годинниковою стрілкою. Не можна зіграти на зі здібністю ХИЖАК і навпаки.

### СИМБІОЗ
Використайте одночасно на пару. Одна з тварин вказується як «симбіонт». Друга тварина не може бути атакована хижаком, поки «симбіонт» живий, але може отримувати їжу лише коли «симбіонт» вже нагодований.

### КООПЕРАЦІЯ (співпраця)
Використайте одночасно на пару тварин. Коли одна отримує червону або синю інша одразу ж отримує одну синю.

### ПІРАТСТВО
Один раз за хід у свою фазу харчування тварину може забрати одну у іншої тварини ненагодованої у грі.

### НОРНА
Нагодована тварина з цією здібністю не може бути атакована хижаком.

### КАМУФЛЯЖ
Тварина може бути атакована лише хижаком зі здібністю ГОСТРИЙ ЗІР.

### ГОСТРИЙ ЗІР
Хижак із цією здібністю може атакувати тварину зі здібністю КАМУФЛЯЖ.

### ПАРАЗИТ
Можна використати лише на іншого гравця. Збільшує потребу в їжі на дві фішки їжі.

## Доповнення до гри
Еволюція: Час літати — перше офіційне доповнення до гри. Доповнення представляє набір нових здібностей. Також додаток збільшує максимальну кількість гравців до шести.
Еволюція: Континенти — друге офіційне доповнення, Доповнення представляє набір нових здібностей і нові правила — тепер всі тварини живуть в одній з трьох локацій: двох континентів і океану.